# Kanton Ermsleben
Der Kanton Ermsleben war von 1807 bis 1813 ein Kanton im Distrikt Blankenburg im Departement der Saale im Königreich Westphalen. Er wurde durch das Königliche Decret vom 24. Dezember 1807 geschaffen. Er hatte 6106 Einwohner.

## Gemeinden
- Ermsleben
- Meisdorf und Wiesserode
- Molmerswende
- Neuplatendorf
- Pansfelde
- Sinsleben